# Kapurthala (Staat)

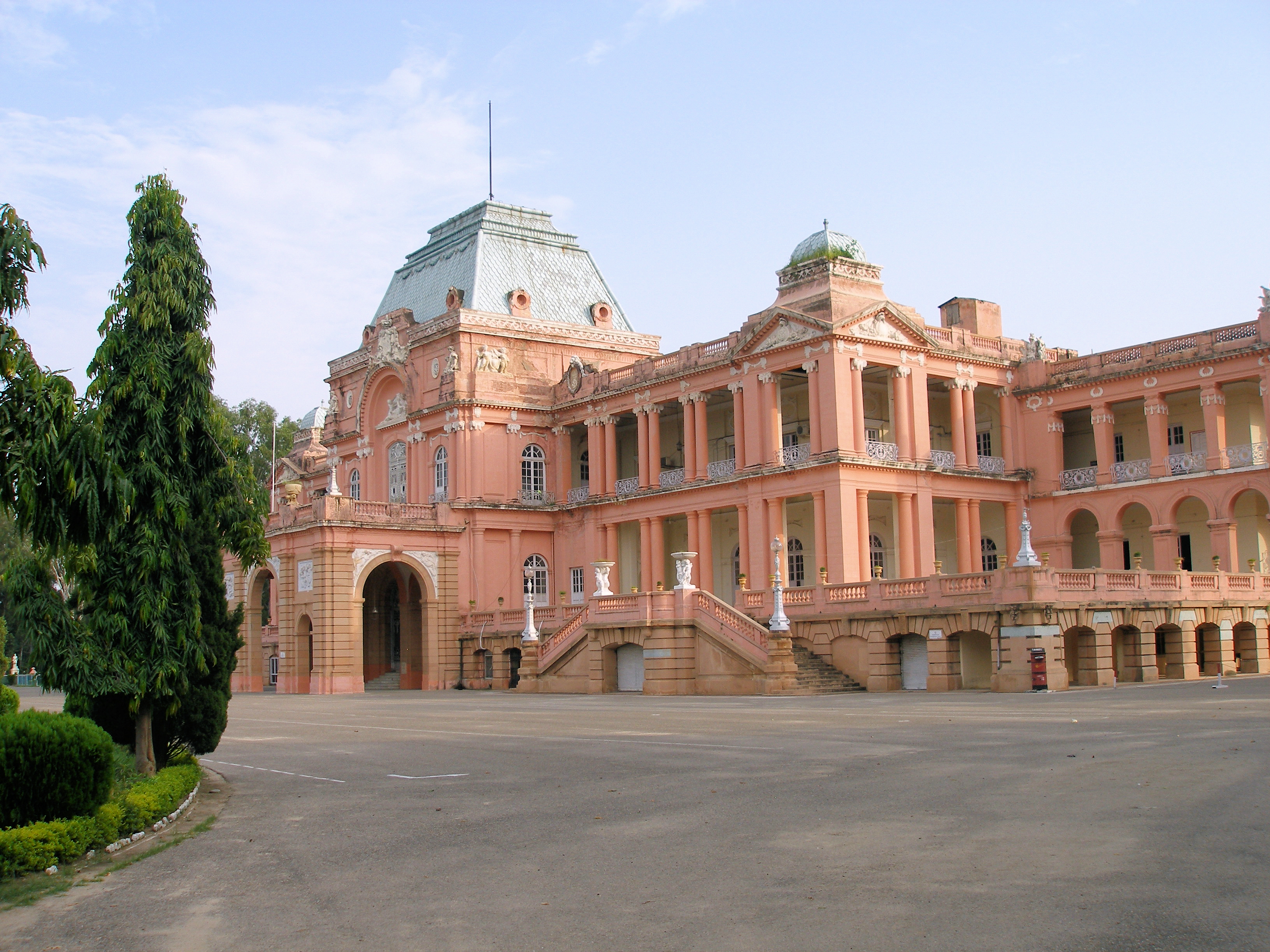
Die Sainik School in Kapurthala, der ehemalige Jagatjit-Palast, erbaut 1900–1908

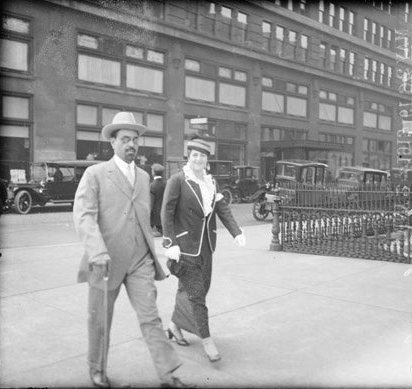
Der letzte regierende Maharaja Jagatjit Singh mit seiner Frau zu Besuch in den Vereinigten Staaten (1915)

Kapurthala war einer der Sikh-Fürstenstaaten in der "Punjab States Agency" von Britisch-Indien. Haupt- und Residenzstadt war die Stadt Kapurthala (31° 23′ N, 75° 23′ O) östlich von Amritsar.

## Geschichte
Das Fürstentum wurde 1772 von Jassa Singh, dem Oberhaupt des Ahluwalia-Clans (Misl) und einem der Führer (Sardar oder Sirdar) der Sikh-Konföderation, gegründet. Fateh Singh (herrschte 1801–1837) focht an der Seite von Ranjit Singh und nahm den Titel Raja an. Obwohl Kapurthala seit 1806 ein britisches Protektorat war (bis 1947), kämpfte Nihal Singh (herrschte 1837–1852) gegen die Briten und musste daher seine Besitzungen südlich des Satluj abtreten. Jagatjit Singh (1877–1949) wurde 1911 zum Maharaja erhoben; er war 1926, 1927 und 1929 der Beobachter Indiens beim Völkerbund.
Das Fürstentum hatte 1901 eine Fläche von 1551 km² und 314.300 Einwohner. Es bestand aus einem langgestreckten, etwa 80 × 20 km großen Hauptteil entlang des Ostufers des Flusses Beas, von dessen Mündung in den Satluj im Südwesten bis wenige Kilometer südlich von Tanda im Nordosten, sowie einer etwa 25 × 20 km großen Exklave um Phagwara, etwa 30 km südöstlich von Jalandhar.
Maharaja Jagatjit Singh schloss sich am 15. Juli 1948 der Patiala and East Punjab States Union (PEPSU) an – einer Union der Fürstenstaaten Patiala, Jind, Nabha, Faridkot, Kalsia, Malerkotla und Nalagarh – und wurde deren stellvertretendes Oberhaupt (Ujrajpramukher). Am 20. August 1948 vollzog die PEPSU den Anschluss an Indien.
Am 1. November 1956 wurden alle Fürstenstaaten aufgelöst und die PEPSU wurde Teil des indischen Bundesstaates Punjab.

## Herrscher

### Sardar
- Jassa Singh (1777–20. Okt. 1783) (* 1718, † 1783)
- Bagh Singh (20. Okt. 1783–1801) (* 1747, † 1801)

### Raja
- Fateh Singh (1801–20. Okt. 1837) (* 1784, † 1837)
- Nihal Singh (20. Okt. 1837–13. Sept. 1852) (* 1817, † 1852)
- Randhir Singh (13. Sept. 1852–12. März 1861) (* 1831, † 1870)

### Raja-i Rajgan
- Randhir Singh (12. März 1861–2. April 1870) (* 1831, † 1870)
- Kharrak Singh (2. April 1870–3. Sept. 1877) (* 1850, † 1877)
- Jagatjit Singh (3. Sept. 1877–12. Dez. 1911) (* 1872, † 1949)

### Maharaja
- Jagatjit Singh (12. Dez. 1911–15. Aug. 1947) (* 1872, † 1949)